# Družstevní mlékárna Mlékařského a hospodářského družstva v Hradci Králové
Družstevní mlékárna Mlékařského a hospodářského družstva v Hradci Králové byla potravinářskou výrobní a obchodní společností, jež vznikla v roce 1925 na Pražském Předměstí Hradce Králové. Od roku 1950 patřila mlékárna státu a činnost definitivně ukončila v roce 1998.

## Historie

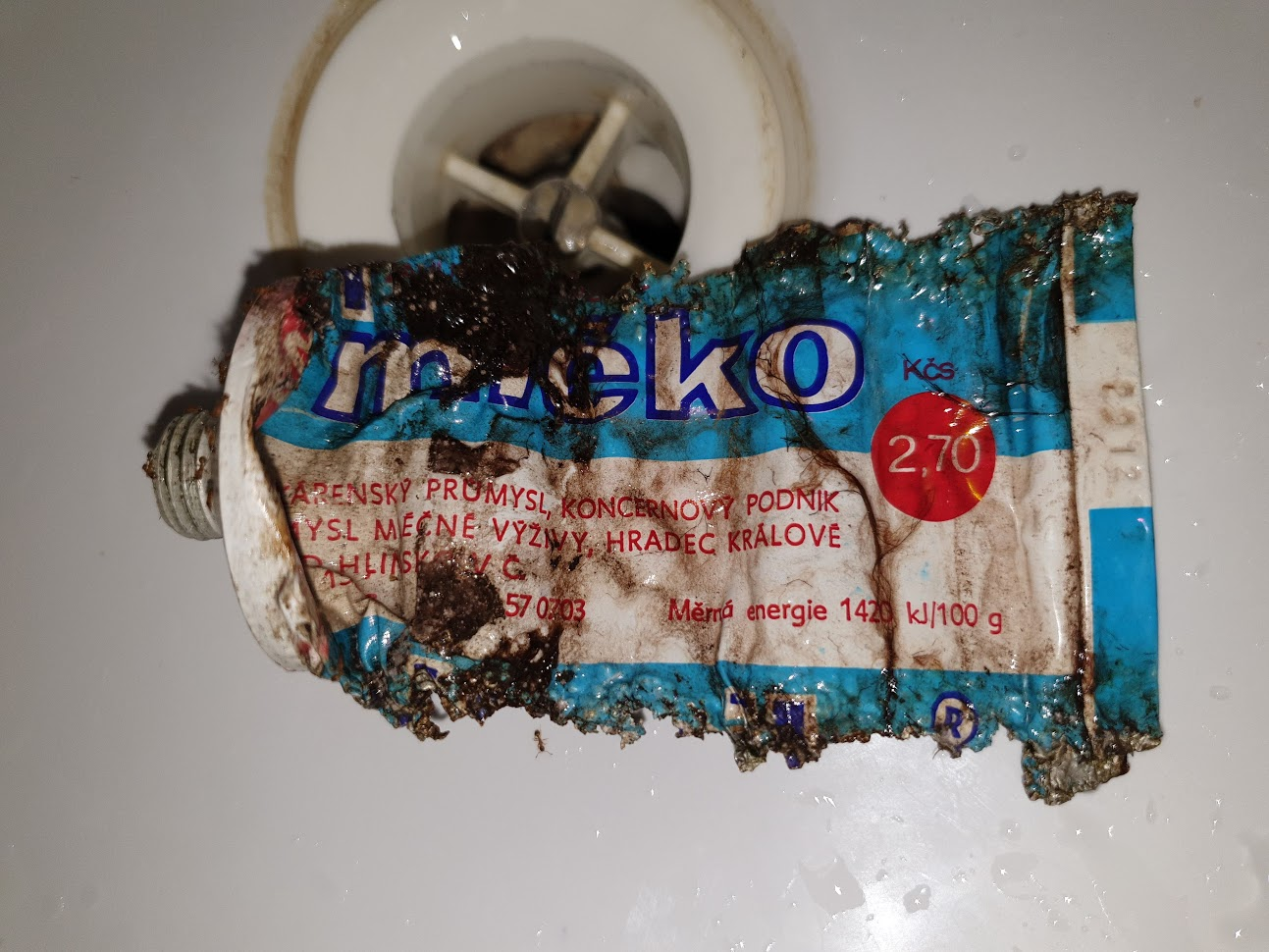
Mléko v hliníkové tubě z provozu Hlinsko, osmdesátá leta, nálezový stav

24. ledna 1925 se konala v zasedací síni Agrární záložny porada o zřízení družstevní mlékárny. Schůzi předsedal vrchní inspektor František Skořepa. Podíl byl určen na 300 Kč. 7. února 1925 bylo na valné hromadě ustaveno „Mlékařské a hospodářské družstvo v Hradci Králové, zapsané společenstvo s ručením obmezeným“. Jako prvořadý cíl svého snažení si představitelé družstva za podpory obou měst (Hradce Králové, Pražského Předměstí) i některých politických stran vytklo zřízení nové mlékárny. Ideovým návrhem mlékárny, jež by odpovídala všem moderním technickým vymoženostem a nejpřísnějším hygienickým nárokům, byl pověřen Dr. Ing. Jaroslav Dvořák, tajemník ministerstva zemědělství. Po strojní a technické stránce s ním spolupracoval Ing. Antonín Mašek, šéfinženýr mlékařského oddělení firmy Novák a Jahn v Praze, které byla svěřena vlastní montáž zařízení. Daný stavební projekt, rozpočet a zadávací plány vypracoval již v únoru 1925 Ing. arch. Josef Lipš, přičemž provedení stavby bylo na základě výběrového řízení zadáno místní stavební firmě Ing. arch. Václava Rejchla. Stavební práce probíhaly od října 1925 do září následujícího roku. Stroje dodala česká firma Novák a Jahn a německá společnost Eduard Ahlbor. Ústřední topení a jeho rozvod byly zase v rukou firmy „KALORIA“, technická kancelář pro zařizování ústředního topení a větrání všech soustav. Oficiální otevření družstevní mlékárny se za účasti členů Československé akademie zemědělské konalo ve dnech 27.-28. září 1926. Zároveň byl zahájen provoz podniku, jehož průměrná denní kapacita činila 10 000 – 15 000 l mléka, zatímco v Hradci Králové se prodalo jen 2 500 – 3 000 l. Celkové náklady na výstavbu mlékárny včetně strojního zařízení dosáhly výše 3 milionů Kč. Prvním správcem mlékárny byl Ante Gabriel, absolvent mlékařsko-rolnické školy v Plzni. Avšak teprve za vedení Josefa Sajvery byly splaceny všechny dluhy.
Mlékárna byla situována na Pražském Předměstí naproti hlavnímu nádraží západně. Její výměra činila 4 539 m², z toho 879 m² byla zastavěná plocha. Zčásti jednopodlažní převážně plochostropá budova byla železobetonové konstrukce a průčelí měla přivrácené do Kollárovy (dříve Kampelíkovy) ulice. To bylo zvýrazněno předstupující centrální částí nesoucí uprostřed schodiště, jež spojovalo všechna poschodí a navenek vyznačené v prvním patře rámcem sdružených oken a balkonem na pilířích zastřešujícím vlastní vchod do mlékárny. Místnosti bezprostředně sousedící se schodištěm byly v přízemí určeny pro laboratoř a prodejnu. K nim po obou stranách centrální části těsně přiléhaly ustupující prostory umývárny lahví a konví. V 1. patře sloužily tyto prostory jako kanceláře. Po stranách se připojovaly rampy: na jižní příjezdovou rampu navazoval příjem surovin, které přes přípravnu putovaly do dalšího provozu, situovaného dále uvnitř budovy, aby po jejich zpracování byly dodány jako výsledné produkty do výdeje a dále na severní expediční rampu. Keramickými obklady obložené jednotlivé provozovny byly umístěny účelně vzhledem ke svému položení: na jižní teplejší straně byla za umývárnou lahví a příjmem mléka jogurtárna, sýrárna, tvarohárna, solovna, balírna a šatna se sociálním příslušenstvím; na severní chladnější straně již zmíněná umývárna konví, výdej zboží, chladírna mléka, máslárna, chladírna másla a výrobna ledu. Mezi těmito prostorami byla uprostřed vybudována odstřeďovna, zabírající obě podlaží a zastřešená skleněnou konstrukcí, strojovna a kotelna.
Přední část objektu, kromě ústředního schodiště, byla do úrovně přípravny a postranní jogurtárny a chladírny mléka podsklepena. První patro bylo vystavěno nad západní průčelní částí a nad následující průchozí částí mezi rampami, kde se nacházela zasedací místnost a byt. Nad zadní část schodiště a přípravnu byla ještě vynesena nástavba se sedlovou střechou. Fasáda budovy byla horizontálně uspořádána římsami, zvláště na západním průčelí, a navíc upravena venkovní hladkou omítkou. Dostatečné množství světla do západních místností zajišťovala na straně přivrácené do ulice masivnější tabulková okna ocelové konstrukce se středním vodorovným překladem. Užší okna provozoven umístěných po obvodu budovy byla rovněž tabulková. Odstřeďovnu nacházející se uprostřed stavby osvětlovala ona skleněná střešní konstrukce, přivádějící světlo proskleným průhledem i do sousední strojovny. Vodní zdroj byl řešen zřízením vlastní studny, ze které se čerpala a zároveň čerpadlem tlačila voda do vodojemu umístěného na komíně, odkud se voda rozváděla po celé budově. Cihlový komín, projektovaný firmou Bratři Fischerové a spol., podnikání staveb komínových v Letkách u Libšic nad Vltavou, byl vztyčen na východě ve vzdálenosti 5,5 m od budovy mlékárny. Družstevní mlékárna v Hradci Králové byla ve své době nejmoderněji koncipovaným a zařízeným družstevním podnikem v Československu. Veškerá její konkurence byla hluboko pozadu za jejím provozem i jeho zařízením.
Družstvo se zpočátku potýkalo se značnými těžkostmi finančního i organizačního rázu. Teprve v roce 1930 dosáhla mlékárna denního příjmu 10 000 litrů mléka, tj. kapacity, na kterou byla projektována. O 2 roky později následkem nemoci předal František Němec svoji parní mlékárnu a obchod místní družstevní mlékárně. Téhož roku bylo družstevní mlékárně povoleno místo pro přenosný prodejní stánek před Jiráskovými sady. Přesné určení stanoviště provedla zvláštní komise 11. července 1932. V následujících letech dodávka mléka dále stoupala a podnik začal výrazně prosperovat, takže muselo dojít k jeho postupnému rozšiřování a některým stavebním úpravám, vrcholícím zásadnější přestavbou vlastní mlékárenské budovy v letech 1949–1950.
V letech 1934–1935 byla v prvním patře nad chladírnou mléka přistavěna místnost pro uskladnění mléka a nad skladištěm uhlí vztyčen dřevěný sprchový kondenzátor železné konstrukce pro chlazení vody. V letech 1935–1936 proběhla adaptace jižních přízemních provozoven: jogurtárna, sousedící s příjmem mléka, byla přeměněna na kancelář, zatímco prostory šatny a dílny ustoupily další sýrařské výrobě, celá jižní část byla na východní straně navíc prodloužena o skladiště, vynesené do mezipatra. Prodejna a umývárna konví v západní části byla v roce 1938 upravena na předchladírnu a chladírnu vajec.
Během 2. světové války, kdy bylo zavedeno povinné obhospodařování různých zemědělských produktů, mezi nimiž bylo i mléko, dosáhla dodávka mléka do královéhradecké mlékárny 32 000 litrů denně. Zvýšená produkce si vyžádala další strojové a stavební úpravy a přístavby. V letech 1940–1941 byly jižně od vlastní mlékárenské budovy postaveny dva nové jednopodlažní cihlové objekty, které volně přiléhaly k nárožím stávající konírny, situované při jihovýchodním cípu továrního areálu, a společně tak vymezovaly ze tří stran uzavřený dvorek. Jednalo se o plochostropou podsklepenou budovu pro sběr vajec s příslušnými kancelářemi (při východním nároží konírny) a o zčásti podsklepenou kolnu pro vozy, s benzínovými stanicemi a skladištěm. Původně bylo počítáno asi i s dalším objektem, vyhrazeným pro kolnu pro vozy, transformátor a hnojiště, se skládkou prázdných beden v dřevěné nástavbě prvního patra, který měl být podle příslušného návrhu umístěn uprostřed dvorku. K jeho realizaci však nedošlo. Autorem návrhů téměř všech výše uvedených stavebních počinů byl královéhradecký stavitel Václav Jelínek. Kolna pro vozy při západním nároží konírny byla projektována dalším zdejším stavitelem Bedřichem Novotným. Jeho dílem je i blíže nedatovaný plán na přístavbu chladírenské místnosti a adaptace máslárny a sklepa mlékárenské budovy (dochována jen situace) a návrhy na přístavbu máslárny a na novostavbu prodejny, chladíren a bytu při severozápadním okraji areálu (návrhy jsou v češtině a němčině, a tedy nepochybně z doby německé okupace). Nejspíše ani tato stavba nebyla provedena. Podobně problematická je i otázka realizace úprav týkajících se severní partie mlékárny (zachovány i další nedatované plány na úpravu máslárny a pasterizace), neboť tato část byla koncem 40. let výrazně přestavěna a rozšířena.
Z představenstva mlékárny byli po roce 1948 odstraněni všichni, kteří projevovali negativní poměr k lidově demokratickému režimu. Nastalo období velkých investic, neboť se mlékárna např. zavázala, že do 28. října 1948 zařídí pro zemědělce stavbu 10 sběren mléka, provede instalaci 220 přístrojů strojního dojení, dodá zemědělcům 40.000 kusů kuřat z vlastní líhně a zařídí provádění řádného a pravidelného sběru mléka v obcích. V souvislosti s poválečným navýšením dodávky mléka a tím i značným vzestupem provozu, kdy zvláště máslárna nevyhovovala prostorovým a hygienickým požadavkům, bylo v letech 1949–1950 přistoupeno za použití železobetonových stropních konstrukcí a cihlových vyzdívek k úpravě místností na severní straně budovy a jejich rozšíření v délce tří okenních polí západního průčelí. Přístavba zasahovala i na vedlejší parcelu, která měla být původně vyhrazena objektu s prodejnou, chladírnami a bytem. Hlavním záměrem celé stavební akce, doložené příslušnými plány a protokolem o konání místního komisionálního řízení ze 30. května 1949, bylo obzvlášť zvýšení efektivity vlastní výroby a expedice produktů, tzn. rozšíření provozoven v přízemí, především máslárny a chladicí místnosti se stáčírnou mléka, přístupných z expediční rampy, na kterou navazovaly i další chladírny a expediční místnosti. Ve sklepním podlaží bylo zřízeno expediční skladiště, tři zrací sklepy a skladiště sýrařských výrobků. Prostory v prvním patře pak sloužily jako kanceláře. Stavební činnost se však do počátku 50. let, kdy zřejmě nastal její útlum, soustředila i na další objekty. V roce 1947 byly adaptovány místnosti objektu s kolnou pro vozy, benzinovými stanicemi a skladištěm na umývárnu a jídelnu se závodní kuchyní, ke kterým byly směrem na západ přistavěny garáže, strojovna, truhlářská dílna a vrátnice obrácená do Kollárovy ulice. 22. července 1949 družstevní mlékárna otevřela prodejnu volného zboží ve Švermově ulici čp. 463. Koncem roku 1950 k ní přibyla mléčná jídelna.
Výnosem Ministerstva výživy z 19. prosince 1950 čj. 82801/50-III byl k 1. lednu 1951 založen „národní podnik Hradecké mlékárny“, čímž Mlékařské a hospodářské družstvo v Hradci Králové zaniklo, zároveň téměř ustaly i výraznější stavební zásahy do objektu. Jen v letech 1950–1951 byla ještě východně od mlékárny postavena budova ústředního chlazení, což dokládá dochovaný protokol o konání místního komisionálního řízení z 1. září 1950, k níž byly později připojeny dílny, skladiště a kůlny. V letech 1960–1975 byla mlékárna označována jako Východočeské mlékárny n. p. Pardubice, závod 02 Hradec Králové. Nastávají různé změny. V 50. letech byl podle vládního usnesení zaveden sýr se šunkou v plechovkách, kterého vyráběla mlékárna 3 000 kg měsíčně.
K 1. lednu 1975 vznikl sloučením 2 východočeských firem nový národní podnik Průmysl mléčné výživy se sídlem v Hradci Králové, jehož ředitelství bylo umístěno na ulici Akademika Heyrovského čp. 1178. Tím byly vytvořeny podmínky pro výhodnou koncentraci a specializaci. Podnik se tak stal jedním z největších mlékárenských firem v ČSSR, v jehož 12 závodech a 21 provozovnách pracovalo na 3 600 lidí, přičemž denně se v nich zpracovalo 2,3 milionu litrů mléka. V 80. letech 20. století se objevují závažné problémy. Nedaří se plnit roční plány, stoupá počet nevyhovujících výrobků, nastává stagnace ve vývoji špičkových produktů apod. Přesto je trh pravidelně zásobován novými výrobky, např. roku 1975 Průmysl mléčné výživy obohatil trh novými deseti výrobky, v roce 1976 je na trh uvedeno rychlorozpustné kakaové mléko KAOLAR, následujícího roku se začal vyrábět čerstvý smetanový sýr ve tvaru hranolku o váze 100 g a byla zavedena výroba uzeného salámového taveného sýra – baleného ve speciální fólii. Začátkem roku 1988 přišla další inovace –  nová varianta mléčné kaše s pšeničnou cereální složkou SUNARKA. Samozřejmá byla i spolupráce s podnikem Strojobal při vývoji nových strojů a zařízení. V roce 1985 byla v závodě 02 spuštěna nová automatická linka APK-500. Nejhorší situace bývá v letních měsících, kdy podniku vypomáhá na 800 brigádníků. Důvodem tohoto stavu je doba dovolených, nutnost zpracování zvýšené produkce mléka a větší nároky na zásobování trhu. Boj za kvalitnější mléko podnik podporuje vlastním dovozem preparátů k léčeni mastitid. Podnik byl také monopolním výrobcem Sunaru, Feminaru, Relaktonu, Laktonu a dalších mléčných kojeneckých výrobků.
Zmínka o královéhradeckém Průmyslu mléčné výživy se objevila i na stránkách Rudého práva:
„Větší výběr mléčných výrobků
Zpracovatelé přinášejí ročně na deset novinek
HRADEC KRÁLOVÉ (Od naší zpravodajky) – Průmysl mléčné výživy Hradec Králové patří se svými jedenácti závody a patnácti provozovnami k největším zpracovatelům mléka v Československu. Je monopolním výrobcem řady mlékárenských produktů u nás, např. mléčné dětské a kojenecké výživy, mléčného cukru – laktózy – či některých sušených výrobků s přísadami – Bikavy, Kaolaru apod.
Uplynulá pětiletka byla zatím v historii tohoto podniku nejúspěšnější. Vždyť zatímco v roce 1980 nakoupil od zemědělských závodů 753 milióny litrů mléka, loni už více než 870 miliónů litrů. To se projevilo v lepším zásobování obyvatel mléčnými výrobky, jejichž sortiment královéhradecký PMV rozšiřuje ročně zhruba o deset nových druhů. Loni to byl jablečný termix, kávový pudink laktamyl, tavený pivní sýr, sýr s bílou plísní typu Camembert a další nové výrobky. Podstatně se zlepšilo zásobování obchodní sítě žádaným neslazeným kondenzovaným mlékem Tatra, jehož bylo v loňském roce vyrobeno více než 10 250 tun.
Také v prvním roce osmé pětiletky přicházejí zpracovatelé mléka s řadou novinek. Patří k nim porcovaný pivní sýr, tavený sýr s hlívou ústřičnou, nový druh mrazených smetanových krémů a řada nových druhů mléčných pochoutek.
Ke zvyšování zpracovatelské kapacity a výrazné inovaci sortimentu přispívá modernizace a rekonstrukce řady provozů podniku, jejich vybavení novými účelovými stroji a linkami. V sedmé pětiletce to byly např. provozy v Jaroměři, Městečku Trnávka, Kruhu u Jilemnice, Hlinsku, Přibyslavi, linky na výrobu zakysaných výrobků v Litomyšli, Novém Bydžově a v Hradci Králové. Loni byla v Zábřehu na Moravě zahájena výstavba nového závodu PMV Hradec Králové, po jehož dokončení má být zabezpečena výrazná inovace sortimentu dětské mléčné výživy. Nový závod umožní uspokojit objemem i kvalitou produkce potřeby našeho farmaceutického průmyslu.“
Státní podnik Průmysl mléčné výživy Hradec Králové byl založen zakládací listinou ministerstva zemědělství a výživy České socialistické republiky z 15. prosince 1988, č.j. 2038/88-323. K 1. lednu následujícího roku na něj přešel veškerý majetek, práva a závazky v oblasti hospodářských, pracovních a jiných právních vztahů koncernového podniku Mlékárenského průmyslu, koncernový podnik, Průmysl mléčné výživy. 16. ledna následujícího roku došlo také k první stranické konferenci tohoto nového podniku, na níž byl zvolen nový stranický výbor PMV.
Podle příkazu ředitele stát.podniku č. 5/1990 z l. srpna 1990 byly zapsány tyto odštěpné závody:
l. Průmysl mléčné výživy, státní podnik Hradec Králové odštěpný závod 01 PRIBINA Přibyslav;
2. Průmysl mléčné výživy, státní podnik Hradec Králové odštěpný závod 02 Hradec Králové;
3. Průmysl mléčné výživy, státní podnik Hradec Králové odštěpný závod 03 Hlinsko v Čechách;
4. Průmysl mléčné výživy, státní podnik, Hradec Králové Odštěpný závod 04 Jičín;
5. Průmysl mléčné výživy, stát. podnik Hradec Králové odštěpný závod 05 Nový Bydžov;
6. Průmysl mléčné výživy, státní podnik Hradec Králové odštěpný závod 06 Pardubice;
7. Průmysl mléčné výživy, státní podnik Hradec Králové odštěpný závod 07 Opočno;
8. Průmysl mléčné výživy, státní podnik Hradec Králové odštěpný závod 08 Zábřeh na Moravě;
9. Průmysl mléčné výživy, státní podnik, Hradec Králové odštěpný závod 09 Litomyšl;
10. Průmysl mléčné výživy státní podnik Hradec Králové odštěpný závod 10 Trutnov;
11. Průmysl mléčné výživy, státní podnik, Hradec Králové odštěpný závod 11 Žamberk;
12. Průmysl mléčné výživy, státní podnik, Hradec Králové odštěpný závod 12 Kostelec nad Orlicí;
13. Průmysl mléčné výživy, státní podnik, Hradec Králové odštěpný závod 13 Vývojový a opravárenský závod Hradec Králové;
14. Průmysl mléčné výživy, státní podnik, Hradec Králové Střední odborné učiliště potravinářské Opočno.
V souladu s rozhodnutím Ministerstva zemědělství České republiky ze 27. března 1991, č.j. 2025/91-550 byl k návrhu zakladatele vymazán k 31. březnu 1991 státní podnik Průmysl mléčné výživy Hradec Králové. Veškerá práva a závazky zrušeného státního podniku přešly na akciovou společnost Průmysl mléčné výživy, se sídlem v Hradci Králové. To již byl od 1. ledna 1991 hradecký provoz vyjmut z tohoto podniku a fungoval do roku 1993 pod názvem Mlékárna s. p. Hradec Králové.
K 1. lednu 1994 vznikla a. s. Mlékárna Hradec Králové. Od 17. ledna do 13. dubna téhož roku provedl Nejvyšší kontrolní úřad kontrolu hospodaření s. p. Mlékárna Hradec Králové za období let 1991–1993, a to včetně nakládání s majetkem před privatizací. 26. července 1994 bylo v usnesení č. 27/94/34 konstatováno, že mlékárna porušila ustanovení zákonů a vyhlášek v 15 bodech. Ani s nově vzniklou společností to nebylo jednoduché a tak mlékárna dlouhého trvání neměla, protože definitivně ukončila svou činnost v roce 1998, kdy bylo její zařízení, především nové výrobní stroje a pasterizace, přestěhováno do provozovny v Pardubicích (podnik byl však již následujícího roku postaven do likvidace). Od té doby všechny objekty královéhradecké mlékárny chátraly. Začátkem roku 2006 došlo k demolici všech objektů, které ustoupily výstavbě obytných domů s obchodními pasážemi a parkovacím domem.